# 臼井千景
臼井 千景（うすい ちひろ、1992年4月15日 - ）は、日本の元女子バレーボール選手。

## 来歴
茨城県かすみがうら市出身。小学1年からバレーボールを始め、アタッカーであった。中学校からリベロに転向し、現在に至る。
2008年、愛知県の強豪人間環境大岡崎学園高校に進学した。このときの監督は元パイオニアレッドウィングス監督の戸沢勉。春高バレー、国体などで活躍した。
2011年、JTマーヴェラスに入団した。同年12月の皇后杯では負傷した井上琴絵の穴を埋める活躍で3位に入った。2011/12Vプレミアリーグのパイオニアレッドウィングス戦でリーグ戦デビューを果たした。
2012年5月の第61回黒鷲旗大会では大会2連覇に大きく貢献した。2013/14Vプレミアリーグより正リベロとして出場機会が増えた。
2015年5月末日をもって退部が発表され、2016年6月、選手兼マネージャーとして群馬銀行グリーンウイングスに移籍した。2017年7月に現役を引退しマネージャー専任となった。2019年6月、群馬銀行を退団した。

## 所属チーム
- かすみがうら市立南中
- 人間環境大学岡崎学園高（2008-2011年）
- JTマーヴェラス（2011-2015年）
- 群馬銀行グリーンウイングス（2016-2017年）